# 薛三才
薛三才（1555年—1619年），字仲儒（中孺），號青雷（青螺），浙江宁波府定海县（今浙江宁波镇海区）民籍鄞县人，明朝末年大臣。

## 生平
祖籍鄞县，浮石薛氏宋薛朋龟之后。
万历七年（1579年）己卯科浙江乡试第四十三名举人，十四年（1586年），薛三才在丙戌科会试中十六名，殿試中名列三甲第八，賜同進士出身，授庶吉士。十六年授户科给事中，先后任职礼部给事中、户部左给事、兵部都给事中。因上疏论政得失，二十三年由礼科都给事中出任湖广右参政、分守荆南。二十六年升按察使，二十九年升右布政使，三十一年转左布政使。万历三十七年（1609年），起復升任右副都御史、巡抚宣府。四十年升兵部右侍郎，总督蓟辽保定边防军务。加兵部尚书，協理京營戎政。四十七年四月卒，谥恭敏，赠太子太保。

## 家族
曾祖薛儒；祖父薛一燦；本生祖一相（貢生）；父薛鬯。母鄭氏。具庆下。弟薛三省，廪生。其弟薛三省，官至礼部尚书，身后亦赠太子太保。兄弟二人同致仕，为一时佳话。

## 延伸閱讀
[在维基数据编辑]
 《四明人鑑·明兵部尚書太子太保恭敏辥公三才》，出自《四明人鑑》

| 官衔          | 官衔                        | 官衔          |
| ------------- | --------------------------- | ------------- |
| 前任： 王象乾 | 明朝薊遼總督 1612年－1617年 | 繼任： 汪可受 |